# 第四次イゾンツォの戦い
第四次イゾンツォの戦い（Forth Battle of the Isonzo）とは、1915年11月10日から12月2日にかけて、イタリア王国とオーストリア＝ハンガリー帝国との間で起こった、第一次世界大戦におけるイタリア戦線で行われた会戦のことである。

## 概要
本会戦は他のイゾンツォの戦いとは違い、短期間で終わった。そのため、第三次イゾンツォの戦いの続きと考えられることもある。
両軍は戦線の全域に均等配置されたが、戦闘の大部分は、ゴリツィアとクラス高原に集中した。ゴリツィアを攻撃目標に定めたイタリア第2軍は、ゴリツィアの西方に位置するオスラヴィエ（Oslavje、イタリア名:Oslavia）を占領した。その間、沿岸付近には陣取らなかった第3軍は、無意味な攻撃を実施しようとしていた。イタリア第3軍は5回に渡りMount Sei Busiを攻撃したが、すべて徒労に終わった。
戦闘の激しさが増しだした11月末にはトールミンの橋頭堡の両岸部において激しい爆破が起きた。死傷者の割合はそのときが最も高かった
。その後、12月の最初の15日間の間だけは戦闘は小規模になった。原因として本格的に冬季がせまってきたこと、補給物資が不足しがちとなり、作戦できなくなったためである。
莫大な損害を憂慮したオーストリア＝ハンガリーの司令部は初めて、イタリアの行為（未回収のイタリア）に反対していたドイツ帝国に軍の派遣を要請した。ドイツ帝国のイタリア戦線に干渉するのは、ようやく第十一次イゾンツォの戦いが始まるとき（1917年8月）となる。

## 他の戦闘
- 第一次イゾンツォの戦い - 1915年6月23日 - 7月7日
- 第二次イゾンツォの戦い - 1915年7月18日 - 8月3日
- 第三次イゾンツォの戦い - 1915年10月18日 - 11月3日
- 第五次イゾンツォの戦い - 1916年3月9日 - 3月17日
- 第六次イゾンツォの戦い - 1916年8月6日 - 8月17日
- 第七次イゾンツォの戦い - 1916年9月14日 - 9月17日
- 第八次イゾンツォの戦い - 1916年10月10日 - 10月12日
- 第九次イゾンツォの戦い - 1916年11月1日 - 11月4日
- 第十次イゾンツォの戦い - 1917年3月12日 - 6月8日
- 第十一次イゾンツォの戦い - 1917年8月19日 - 9月12日
- カポレットの戦い - 1917年10月24日 - 11月9日、第一二次イゾンツォの戦いとも